# 徐粉林

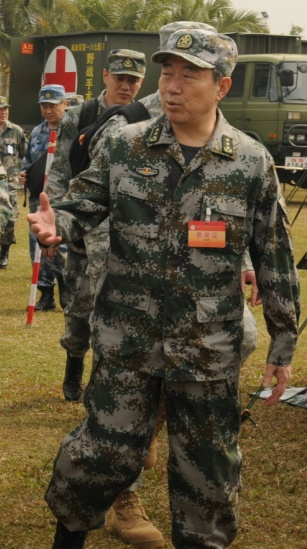
徐粉林在海口接待来访的美军

徐粉林（1953年7月—），江苏金坛人。中国人民解放军上将。中国共产党第十七届中央委员会候补委员、第十八届中央委员。

## 生平
1972年12月，19岁的徐粉林参加中国人民解放军。曾在兰州军区先后担任陆军第四十七集团军参谋长、军长；陆军第二十一集团军军长。2007年6月，调任广州军区参谋长、党委常委。2009年12月，升任广州军区司令员。2016年1月，出任新组建的中央军委联合参谋部副参谋长。
2002年7月，授少将军衔；2008年7月，晋升中将；2013年7月，授上将军衔。